# هلال الحلوة
هلال بسام الحلوة (من مواليد 24 نوفمبر 1994) هو لاعب كرة قدم لبناني، يلعب كمهاجم لنادي البرج والمنتخب اللبناني. ويمكنه اللعب في مركز الوسط وكجناح على كلا الجانبين. بعدما لعب لمدة خمس سنوات في ألمانيا مع نادي هافيلس، وفولفسبورغ 2 ، وهالشر، انتقل إلى نادي أبولون سميرني اليوناني في عام 2018. وعاد إلى ألمانيا في عام 2019، ووقع عقدًا مع نادي ميبن، الذي لعب معه لمدة عامين. ثم انتقل إلى آسيا في عام 2021، ليلعب مع الفيصلي الأردني، والعهد اللبناني، وبينانق الماليزي. وفي عام 2023 انضم إلى نادي البرج اللبناني. وُلد في ألمانيا، وشارك لأول مرة مع منتخب لبنان في عام 2015. سجل هدفين في مرمى كوريا الشمالية في كأس آسيا 2019، وساعد لبنان على الفوز بأول مباراة له في المسابقة.

## النشأة
ولد هلال لأبوين لبنانيين في ألمانيا. هاجر والداه إلى ألمانيا وهو في السابعة من عمره.

## مهنة النادي

### هافيلس
ظهر لأول مرة مع فريق هافيلس في 31 أغسطس 2013 عندما دخل كبديلاً في مبارة أمام أينتراخت براونشفايغ 2. وجاء هدفه الأول في دوري المنطقة الشمالية في 27 أكتوبر من نفس العام، وسجل هدف التعادل في مرمى فيلهلمسهافن في الدقيقة 14. وأنهى موسمه الأول مع النادي بستة أهداف في 26 مباراة بالدوري.
في موسمه الثاني، سجل أول ثنائية محلية له في 10 أكتوبر 2014 ضد شوارتز فايس ريدين. وسجل 10 أهداف في 33 مباراة مع النادي، وانتقل إلى فولفسبورغ 2 في الموسم التالي.

### فولفسبورغ 2
في 5 سبتمبر 2015، ظهر لأول مرة مع نادي فولفسبورغ 2 ضد فريقه السابق نادي هافيلس، عندما دخل كبديلاً في الدقيقة 65. وفي 1 نوفمبر 2015، سجل هدفه الأول للفريق ضد بوروسيا هيلدسهايم. لعب 22 مباراة بالدوري مع الفريق، وسجل سبعة أهداف وصنع سبعة آخرين. ولعب مباراتين فاصلة للصعود ضد يان ريغنسبورغ، وخسر النادي بنتيجة 2-1 في مجموع المباراتين.

### هالشر

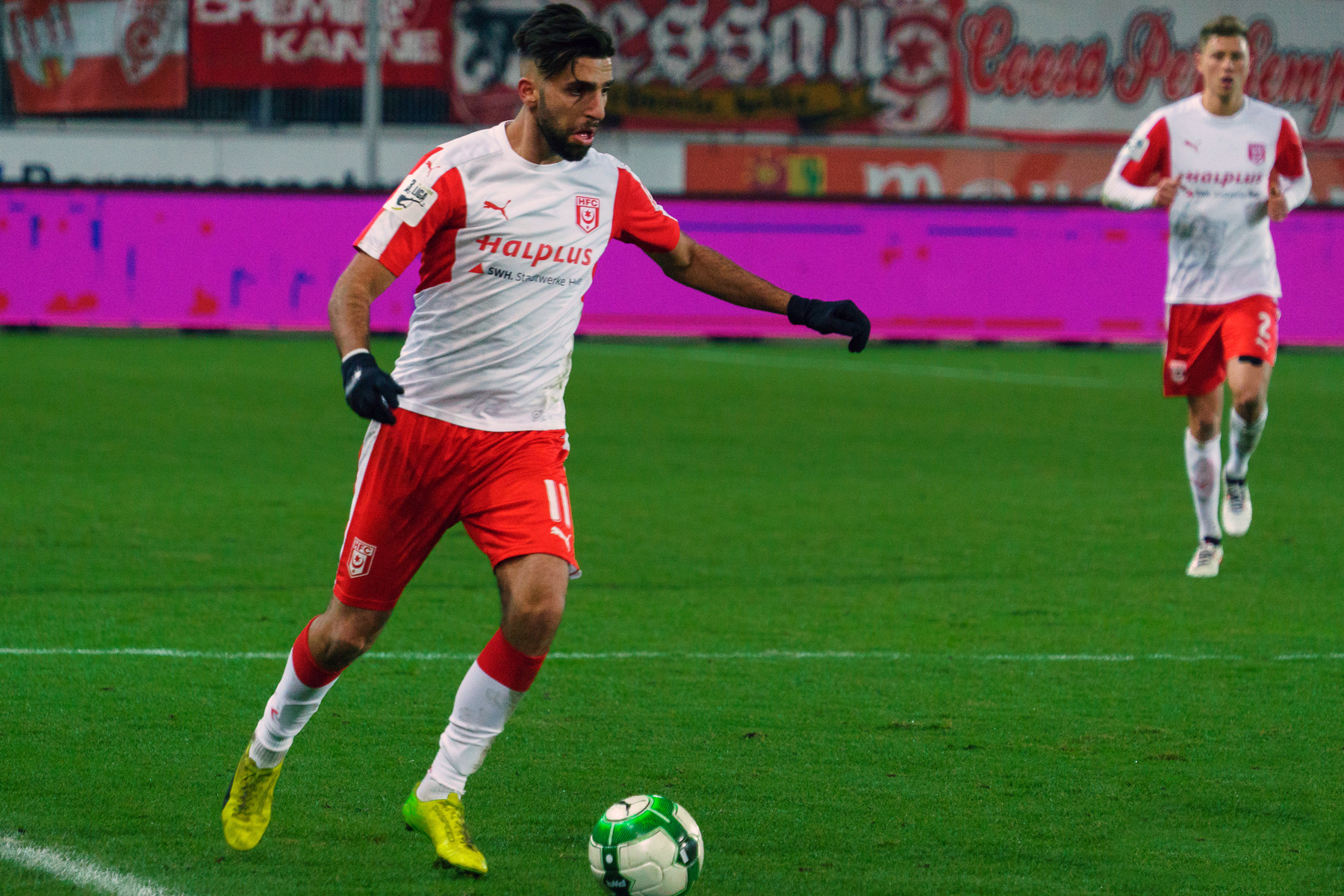
هلال مع نادي هاليشر في 2017

في 22 يونيو 2016، أعلن فريق هالشر الذي ينافس في الدوري الألماني الدرجة الثالثة عن انتقال هلال الحلوة، والانضمام إلى النادي بعقد لمدة عامين. في 6 أغسطس 2016، لعب أول مباراة له في الدوري ضد نادي كيمنتزر عندما دخل بديلاً لساشا بفيفر في الدقيقة 78. جاءت أهدافه الأولى للنادي على شكل ثنائية في مباراة كأس ألمانيا ضد كايزرسلاوترن في 20 أغسطس 2016، وسجل هدفين في أربع دقائق. في الموسم التالي، سجل هدفه الأول في الدوري للنادي يوم 22 يوليو 2017 في المباراة الأولى بالموسم، وسجل في الدقيقة 73 ضد بادربورن. وسجل أربعة أهداف في الدوري، جميعها خلال موسم 2017–18.

### أبولون سميرني
بعد انتهاء عقده، انضم إلى فريق الدوري اليوناني الممتاز أبولون سميرني في صفقة انتقال مجانية لموسم 2018–19. جاء هدفه الأول مع النادي، في 15 سبتمبر 2018، وسجل هدفاً ضد باس جيانينا. في 23 فبراير 2019، سجل هدف التعادل ضد حامل اللقب أيك أثينا، لتنتهي المباراة بنتيجة 2–1 للفريق المنافس. على الرغم من احتلاله المركز الأخير في الدوري، كان هلال الحلوة هداف أبولون سميرني في موسم 2018–19 بثلاثة أهداف وتمريرة حاسمة واحدة في 21 مباراة.

### ميبن
في 3 يوليو 2019، أعلن فريق ميبن عن توقيع هلال الحلوة صفقة انتقال مجانية، ويسري عقده حتى عام 2021، جاء هدفه الأول في 3 نوفمبر 2019، وسجل في مرمى بايرن ميونخ 2. وفي 12 يونيو 2020، سجل هدفاً في مرمى ناديه السابق هالشر بعد دخوله كبديل.
في آخر مباراتين من موسم 2019–20، يومي 1 و4 يوليو 2020، سجل هدفين وصنع هدفًا واحدًا. وسجل هدفًا في مرمى بروسيا مونستر، وسجل وصنع هدفًا ضد أينتراخت براونشفايغ، وساعد فريقه على الفوز بنتيجة 4-3. أنهى الموسم بخمسة أهداف وثلاث تمريرات حاسمة في 27 مباراة.
سجل الحلوة هدفه الأول في موسم 2020–21 في 3 أكتوبر 2020، أمام فيرل. وافق على إنهاء عقده مع النادي في 25 فبراير 2021.

### الفيصلي
في 1 مارس 2021، انضم إلى نادي الفيصلي في الدوري الأردني للمحترفين ظهر لأول مرة في 4 مارس، عندما دخل بديلاً في الدقيقة 75 في مباراة درع الاتحاد الأردني ضد الرمثا والتي انتهت بالتعادل 2–2. وأول ظهور له في الدوري جاء يوم 10 أبريل، أمام سحاب.
بعد انتهاء مهمته الدولية مع منتخب لبنان، عاد إلى الأردن في 24 يونيو؛ إلا أنه رفض حضور الجلسة التدريبية، وتطلع إلى فسخ عقده مع النادي بعد خلافات مالية.

### العهد
في 16 يوليو 2021، أعلن نادي العهد اللبناني عن التعاقد مع الحلوة، بعقد مدته ستة أشهر. بعد أن ظهر لأول مرة في 13 سبتمبر، بصفته أساسيًا ضد طرابلس، وجاءت أولى أهدافه مع العهد في 6 نوفمبر، حيث سجل هدفين ليساعد فريقه على الفوز على سبورتنغ بيروت بنتيجة 2-0. وسجل ستة أهداف في 11 مباراة بجميع المسابقات لصالح العهد.

### بينانق
في 17 فبراير 2022، انضم الحلوة إلى فريق بينانق في الدوري الماليزي الممتاز. وجاء هدفه الأول مع النادي في 9 أبريل، عندما سجل ركلة جزاء ضد نيجيري سمبيلان، وفي 14 مايو، سجل الحلوة ثنائية ضد فريق الدرجة الثانية بيراك في الجولة الثانية من كأس الاتحاد الماليزي، من ركلة جزاء وركلة حرة، ليساعد النادي التأهل إلى ربع النهائي. وسجل ثنائية أخرى في ربع النهائي ضد سري باهانغ ليتأهل فريقه إلى الدور نصف النهائي.
وأنهى الحلوة عقده مع بينانق بالتراضي في 20 أكتوبر، قبل انطلاق كأس ماليزيا 2022 في الأسبوع التالي. غادر النادي برصيد خمسة أهداف وصنع هدفين في 19 مباراة بالدوري.

### البرج
في 23 يوليو 2023، وقع الحلوة عقدًا مع نادي البرج في الدوري اللبناني الممتاز. وبعد أن ظهر لأول مرة مع البرج في الجولة الأولى من موسم 2023–24، في 5 أغسطس 2023، كبديل في الدقيقة 57 في ضد طرابلس، وسجل ثنائية في المباراة التالية. وبعد أسبوع ساعد برج على الفوز على شباب الغازية بنتيجة 4-0. وسجل مرة في الجولة التالية يوم 20 أغسطس، هدف التعادل في الدقيقة 84 ضد راسينغ بيروت.

## مهنة دولية

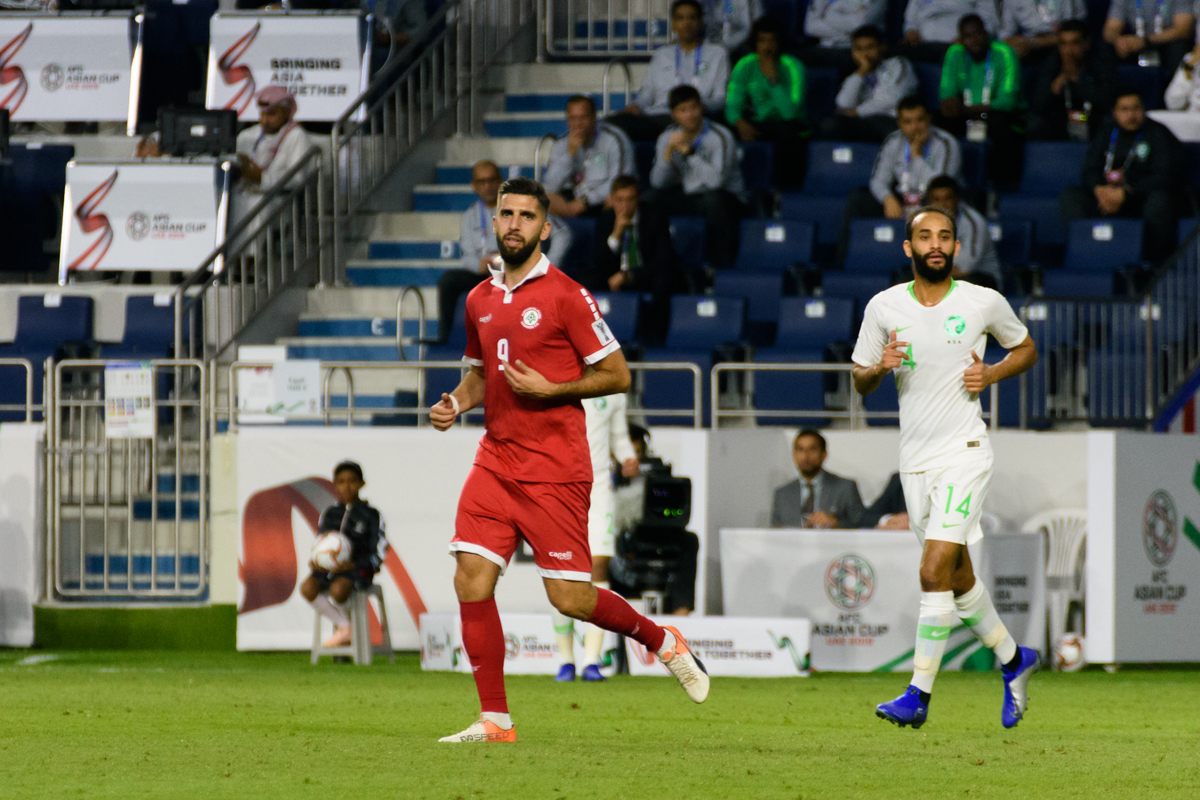
الحلوة (يسار) مع لبنان خلال مباراة كأس آسيا 2019 ضد السعودية

في 8 أكتوبر 2015، ظهر الحلوة لأول مرة مع منتخب لبنان، بدءًا من تصفيات كأس العالم 2018 ضد ميانمار. لعب كلاعب أساسي، واستبدل بعد 56 دقيقة. سجل هدفه الدولي الأول في 29 مارس 2016، ضد ميانمار في التصفيات، ليضمن التعادل لفريقه 1-1 في الدقيقة 88.
في ديسمبر 2018، استدعي لتشكيلة كأس آسيا 2019، ولعب في جميع المباريات في دور المجموعات. في 17 كانون الثاني (يناير) 2019، خلال المباراة الأخيرة ضد كوريا الشمالية، سجل تسديدة مباشرة في الدقيقة 65 بفضل عرضية من محمد حيدر ليضع لبنان في المقدمة. في الدقيقة السابعة من الوقت المحتسب بدل الضائع، سجل تسديدة ثانية منهية اللقاء بالفوز بنتيجة 4-1 ومنح لبنان فوزه التاريخي الأول في كأس آسيا.
في 23 يونيو 2021، سجل الحلوة هدفًا في مباراة تصفيات كأس العرب 2021 ضد جيبوتي ليتأهل المنتخب للبطولة النهائية.

## الإحصائيات المهنية

### النادي
آخر تحديث 20 أغسطس 2023.
| النادي          | الموسم          | دوري                           | دوري   | دوري    | الكأس الوطنية | الكأس الوطنية | كأس الدوري | كأس الدوري | قارّيّ   | قارّيّ    | أخرى   | أخرى    | المجموع | المجموع |
| النادي          | الموسم          | القسم                          | الظهور | الأهداف | الظهور        | الأهداف       | الظهور     | الأهداف    | الظهور | الأهداف | الظهور | الأهداف | الظهور  | الأهداف |
| --------------- | --------------- | ------------------------------ | ------ | ------- | ------------- | ------------- | ---------- | ---------- | ------ | ------- | ------ | ------- | ------- | ------- |
| هافيلس ‏         | 2013–14 ‏        | ريغيوناليغا نورد ‏              | 26     | 6       | —             | —             | —          | —          | —      | —       | —      | —       | 26      | 6       |
| هافيلس ‏         | 2014–15 ‏        | ريغيوناليغا نورد               | 33     | 10      | —             | —             | —          | —          | —      | —       | —      | —       | 33      | 10      |
| هافيلس ‏         | المجموع         | المجموع                        | 59     | 16      | 0             | 0             | 0          | 0          | 0      | 0       | 0      | 0       | 59      | 16      |
| فولفسبورغ 2 ‏    | 2015–16 ‏        | ريغيوناليغا نورد               | 22     | 7       | —             | —             | —          | —          | —      | —       | 2      | 0       | 24      | 7       |
| نادي هالشر      | 2016–17         | الدوري الألماني الدرجة الثالثة | 25     | 0       | 1             | 2             | —          | —          | —      | —       | —      | —       | 26      | 2       |
| نادي هالشر      | 2017–18         | 3. Liga                        | 30     | 4       | —             | —             | —          | —          | —      | —       | —      | —       | 30      | 4       |
| نادي هالشر      | المجموع         | المجموع                        | 55     | 4       | 1             | 2             | 0          | 0          | 0      | 0       | 0      | 0       | 56      | 6       |
| أبولون سميرني   | 2018–19         | الدوري اليوناني                | 21     | 3       | 4             | 1             | —          | —          | —      | —       | —      | —       | 25      | 4       |
| ميبن ‏           | 2019–20 ‏        | 3. Liga                        | 27     | 5       | —             | —             | —          | —          | —      | —       | —      | —       | 27      | 5       |
| ميبن ‏           | 2020–21 ‏        | 3. Liga                        | 11     | 2       | —             | —             | —          | —          | —      | —       | —      | —       | 11      | 2       |
| ميبن ‏           | المجموع         | المجموع                        | 38     | 7       | 0             | 0             | 0          | 0          | 0      | 0       | 0      | 0       | 38      | 7       |
| الفيصلي         | 2021            | الدوري الأردني للمحترفين       | 3      | 0       | 0             | 0             | 2          | 0          | 3      | 0       | —      | —       | 0       | 0       |
| العهد           | 2021–22         | الدوري اللبناني الممتاز        | 8      | 4       | 2             | 2             | 0          | 0          | 1      | 0       | —      | —       | 11      | 6       |
| بينانق          | 2022            | دوري السوبر الماليزي           | 19     | 5       | 4             | 4             | —          | —          | —      | —       | —      | —       | 23      | 9       |
| البرج           | 2023–24         | دوري السوبر الماليزي           | 3      | 3       | 0             | 0             | —          | —          | —      | —       | —      | —       | 3       | 3       |
| المجموع الوظيفي | المجموع الوظيفي | المجموع الوظيفي                | 228    | 49      | 11            | 9             | 2          | 0          | 4      | 0       | 2      | 0       | 247     | 58      |

1. ↑  يشمل كأس ألمانيا، كأس اليونان، كأس الأردن، كأس لبنان، كأس الاتحاد الماليزي
2. ↑  يشمل درع الاتحاد الأردني، كأس النخبة اللبناني، كأس ماليزيا، كأس الاتحاد اللبناني
3. ↑  الظهور في الدوري الألماني الدرجة الرابعة المباريات فاصلة
4. 1 2  الظهور في كأس الاتحاد الآسيوي

### دولي
آخر تحديث 29 مارس 2022.
| الفريق الوطني | سنة     | الظهور | الأهداف |
| ------------- | ------- | ------ | ------- |
| لبنان         | 2015    | 2      | 0       |
| لبنان         | 2016    | 7      | 1       |
| لبنان         | 2017    | 5      | 1       |
| لبنان         | 2018    | 4      | 1       |
| لبنان         | 2019    | 9      | 5       |
| لبنان         | 2020    | 0      | 0       |
| لبنان         | 2021    | 13     | 1       |
| لبنان         | 2022    | 4      | 0       |
| المجموع       | المجموع | 44     | 9       |

## الإنجازات
فولفسبورغ 2
- ريغيوناليغا نورد: 2015–16.[8]

العهد
- الدوري اللبناني الممتاز: 2021–22
- كأس النخبة اللبناني الوصيف: 2021

## روابط خارجية
- هلال الحلوة على موقع إي إس بي إن إف سي (الإنجليزية)
- هلال الحلوة على موقع قاعدة بيانات كرة القدم.إي يو (الإنجليزية)
- هلال الحلوة على موقع ناشيونال فوتبول تيمز (الإنجليزية)
- هلال الحلوة على موقع Soccerway.com (الإنجليزية)
- هلال الحلوة على موقع عالم كرة القدم.نت (الإنجليزية)
- هلال الحلوة على موقع كووورة